# Anders Sandvig
Anders Sandvig (1862-1950) est un dentiste norvégien, fondateur du musée Maihaugen à Lillehammer.
Sandvig est né dans la municipalité de Hustad à Møre og Romsdal. Il fait ses études dentaires à Oslo et à Berlin. En 1885, il commence à travailler comme dentiste à Lillehammer.